# Justo de Gandarias
Justo de Gandarias Planzón (Barcelona, 1846-Ciudad de Guatemala, 1933) fue un escultor español.

## Biografía

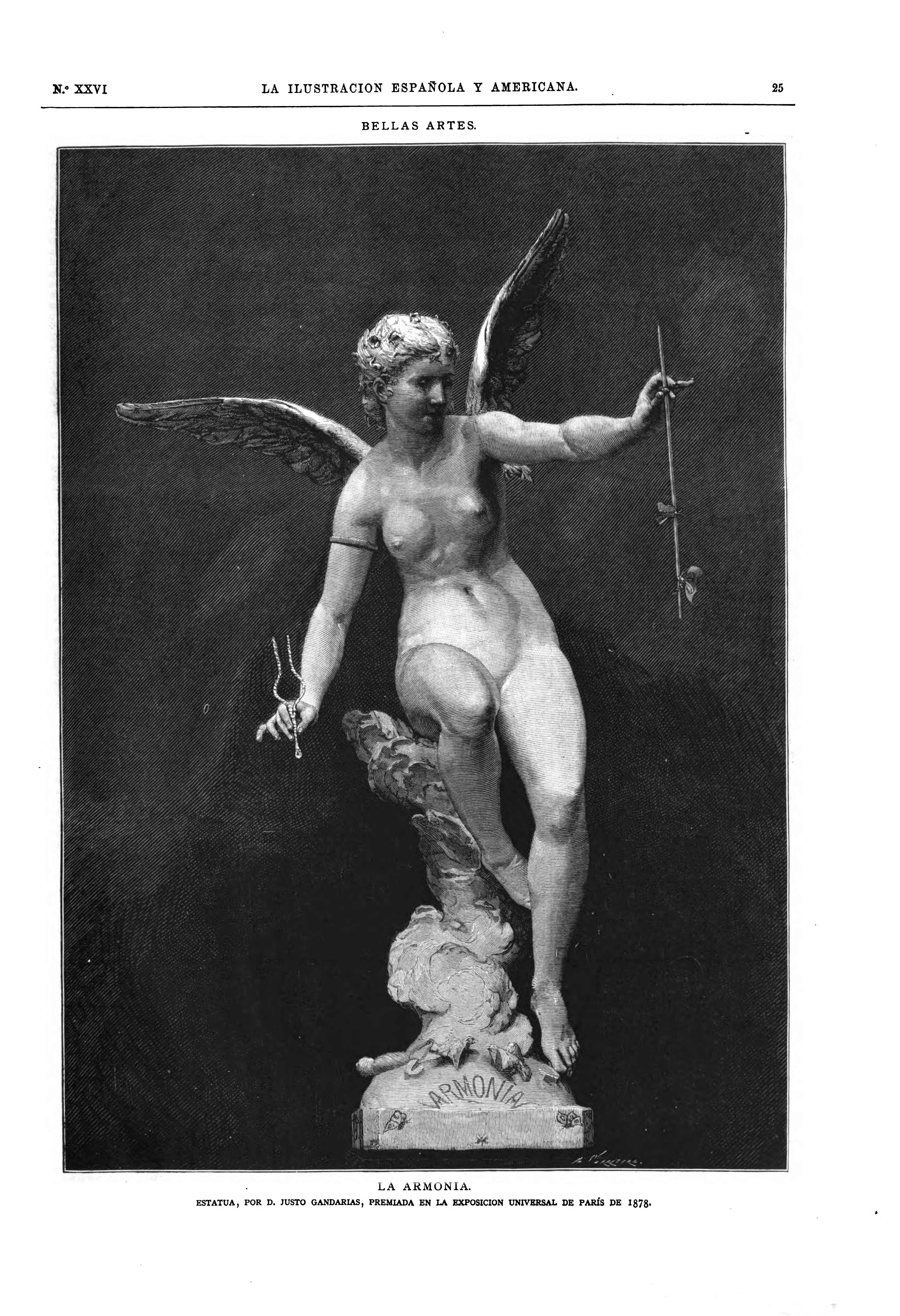
«La armonía» (La Ilustración Española y Americana, 1880).

Nació en 1846. Escultor natural de Barcelona, en la Exposición Nacional de Bellas Artes celebrada en Madrid en 1881 presentó las siguientes obras: Plus ultra (grupo alegórico en yeso del descubrimiento y civilización del Nuevo Mundo), Anfitrite (grupo que fue premiado con medalla de tercera clase), El niño y el pato (bronce), La Música (estatua en bronce), Japonés, Japonesa, Moro, Chula, Un parisiense y La Armonía (estatua en mármol). Algunos de estos trabajos habían figurado con elogio en anteriores Exposiciones de París. También fue autor de una escultura ecuestre de Alfonso XII. En 1900 se trasladó a Guatemala para dirigir la Escuela de Bellas Artes y, requerido para una serie de encargos que finalmente no se llevaron a cabo, se vio abocado a abandonar la escultura, aunque en 1915 realizó un busto en mármol de Manuel Estrada Cabrera, presidente de Guatemala. Falleció en la capital de este país en 1933.